# Intel Core
Intel Core je Intelova serija procesora srednje klase za osobna računala i radne stanice. Ova serija procesora je zamijenila tadašnju Pentium seriju procesora srednje i više klase, koja je zatim postala serija procesora početne klase, dok je Celeron serija postala serija procesora niže klase. Identične i poboljšane verzije Core procesora prodaju se i pod nazivom Xeon, a namijenjeni su serverima i radnim stanicama.
Od lipnja 2017., Core serija procesora uključuje Intel Core i3, Intel Core i5, Intel Core i7 i Intel Core i9 linije procesora.
Početkom 2018., pojavile su se vijesti da su pronađene sigurnosne ranjivosti, zvane Meltdown i Spectre, u "gotovo svim Intel procesorima [proizvedenim u zadnja dva desetljeća] koje će zahtijevati popravke u Windowsima, macOS-u i Linux-u".

## Pregled u tablici
| Brend                                                       | Stolno računalo | Stolno računalo               | Stolno računalo                                                                     | Stolno računalo | Mobilna verzija                                                                   | Mobilna verzija       | Mobilna verzija                                                                     | Mobilna verzija |
| Brend                                                       | Kodni- naziv | Jezgre                        | Fab                                                                                 | Datum izlaska | Naziv jezgre                                                                      | Jezgre                | Fab                                                                                 | Datum izlaska |
| ----------------------------------------------------------- | --- | ----------------------------- | ----------------------------------------------------------------------------------- | --- | --------------------------------------------------------------------------------- | --------------------- | ----------------------------------------------------------------------------------- | --- |
| Core Solo                                                   | Ne postoji za stolna računala                                                                                                   | Ne postoji za stolna računala | Ne postoji za stolna računala                                                       | Ne postoji za stolna računala | Nema                                                                              | 1                     | 65 nm                                                                               | Siječanj 2006 |
| Core Duo                                                    | Ne postoji za stolna računala                                                                                                   | Ne postoji za stolna računala | Ne postoji za stolna računala                                                       | Ne postoji za stolna računala | Yonah                                                                             | 2                     | 65 nm                                                                               | Siječanj 2006 |
| Core 2 Solo                                                 | Ne postoji za stolna računala                                                                                                   | Ne postoji za stolna računala | Ne postoji za stolna računala                                                       | Ne postoji za stolna računala | Merom-L Penryn-L                                                                  | 1                     | 65 nm 45 nm                                                                         | Rujan 2007 Svibanj 2008 |
| Core 2 Duo                                                  | Conroe Allendale Wolfdale | 2                             | 65 nm 65 nm 45 nm                                                                   | Kolovoz 2006 Siječanj 2007 Siječanj 2008 | Merom Penryn                                                                      | 2                     | 65 nm 45 nm                                                                         | Srpanj 2006 Siječanj 2008 |
| Core 2 Quad                                                 | Kentsfield Yorkfield | 4                             | 65 nm 45 nm                                                                         | Siječanj 2007 Ožujak 2008 | Penryn                                                                            | 4                     | 45 nm                                                                               | Kolovoz 2008 |
| Core 2 Extreme                                              | Conroe XE Kentsfield XE Yorkfield XE                                                                                            | 2 4                           | 65 nm 65 nm 45 nm                                                                   | Srpanj 2006 Rujan 2006 Studeni 2007 | Merom XE Penryn XE                                                                | 2 4                   | 65 nm 45 nm 45 nm                                                                   | Srpanj 2007 Siječanj 2008 Kolovoz 2008 |
| Core M                                                      | Ne postoji za stolna računala                                                                                                   | Ne postoji za stolna računala | Ne postoji za stolna računala                                                       | Ne postoji za stolna računala | Broadwell                                                                         | 2                     | 14 nm                                                                               | Rujan 2014 |
| Core m3                                                     | Ne postoji za stolna računala                                                                                                   | Ne postoji za stolna računala | Ne postoji za stolna računala                                                       | Ne postoji za stolna računala | Skylake Kaby Lake                                                                 | 2                     | 14 nm 14 nm                                                                         | Kolovoz 2015 Kolovoz 2016 |
| Core m5                                                     | Ne postoji za stolna računala                                                                                                   | Ne postoji za stolna računala | Ne postoji za stolna računala                                                       | Ne postoji za stolna računala | Skylake                                                                           | 2                     | 14 nm                                                                               | Kolovoz 2015 |
| Core m7                                                     | Ne postoji za stolna računala                                                                                                   | Ne postoji za stolna računala | Ne postoji za stolna računala                                                       | Ne postoji za stolna računala | Skylake                                                                           | 2                     | 14 nm                                                                               | Kolovoz 2015 |
| Core i3                                                     | Clarkdale Sandy Bridge Ivy Bridge Haswell Skylake Kaby Lake                                                                     | 2                             | 32 nm 32 nm 22 nm 22 nm 14 nm 14 nm                                                 | Siječanj 2010 Veljača 2011 Rujan 2012 Rujan 2013 Rujan 2015 Siječanj 2017                                                                                      | Arrandale Sandy Bridge Ivy Bridge Haswell Broadwell Skylake Kaby Lake             | 2                     | 32 nm 32 nm 22 nm 22 nm 14 nm 14 nm 14 nm                                           | Siječanj 2010 Veljača 2011 Lipanj 2012 Lipanj 2013 Siječanj 2015 Rujan 2015 Kolovoz 2016                                                     |
| Core i5                                                     | Lynnfield Clarkdale Sandy Bridge Ivy Bridge Haswell Broadwell Skylake Kaby Lake                                                 | 4 2 4 2 4 2 4 2 4             | 45 nm 32 nm 32 nm 32 nm 22 nm 22 nm 22 nm 22 nm 14 nm 14 nm 14 nm                   | Rujan 2009 Siječanj 2010 Siječanj 2011 Veljača 2011 Travanj 2012 Lipanj 2013 Lipanj 2015 Rujan 2015 Siječanj 2017                                              | Arrandale Sandy Bridge Ivy Bridge Haswell Broadwell Skylake Kaby Lake             | 2 4 2 4               | 32 nm 32 nm 22 nm 22 nm 14 nm 14 nm 14 nm 14 nm 14 nm                               | Siječanj 2010 Veljača 2011 Svibanj 2012 Lipanj 2013 Siječanj 2015 Rujan 2015 Kolovoz 2016 Siječanj 2017                                      |
| Core i7                                                     | Bloomfield Lynnfield Gulftown Sandy Bridge Sandy Bridge-E Ivy Bridge Haswell Ivy Bridge-E Haswell-E Broadwell Skylake Kaby Lake | 4 6 4 6 4 6 4                 | 45 nm 45 nm 32 nm 32 nm 32 nm 32 nm 22 nm 22 nm 22 nm 22 nm 22 nm 14 nm 14 nm 14 nm | Studeni 2008 Rujan 2009 Srpanj 2010 Siječanj2011 Rujan 2011 Veljača 2012 Travanj 2012 Lipanj 2013 Rujan 2013 Kolovoz 2014 Lipanj 2015 Rujan 2015 Siječanj 2017 | Clarksfield Arrandale Sandy Bridge Ivy Bridge Haswell Broadwell Skylake Kaby Lake | 4 2 4 2 4 2 4 2 4 2 4 | 45 nm 32 nm 32 nm 32 nm 22 nm 22 nm 22 nm 22 nm 14 nm 14 nm 14 nm 14 nm 14 nm 14 nm | Rujan 2009 Siječanj 2010 Siječanj 2011 Veljača 2011 Svibanj 2012 Lipanj 2013 Siječanj 2015 Lipanj 2015 Rujan 2015 Kolovoz 2016 Siječanj 2017 |
| Core i7 Extreme Edition                                     | Bloomfield Gulftown Sandy Bridge-E Ivy Bridge-E Haswell-E Broadwell-E                                                           | 4 6 8 10                      | 45 nm 32 nm 32 nm 22 nm 22 nm 14 nm                                                 | Studeni 2008 Ožujak 2010 Studeni 2011 Rujan 2013 Kolovoz 2014 Svibanj 2016                                                                                     | Clarksfield Sandy Bridge Ivy Bridge Haswell                                       | 4                     | 45 nm 32 nm 22 nm 22 nm                                                             | Rujan 2009 Siječanj 2011 Svibanj 2012 Lipanj 2013                                                                                            |
| Naknadno ćemo nadopuniti poveznice kada napišemo nove liste | |                               |                                                                                     | |                                                                                   |                       |                                                                                     | |

____________________________________________________________________________
Core i3 namijenjen je poslovnim računalima i slabim budžetnim gaming računalima.
Core i5 namijenjen je poslovnim računalima i srednjim i visokim budžetnim gaming računalima.
Core i7 namijenjen je poslovnim računalima, radnim stanicama i ultra visokim budžetnim gaming računalima.
Core i7 Extreme Edition namijenjen je poslovnim računalima, radnim stanicama visoke klase i budžeta, i rijetko kojem gaming budžetnom računalu (ne isplativost za gaming).